# František Miller
František Miller (Kročehlavy, 27 gennaio 1902 – Brno, 14 gennaio 1983) è stato uno zoologo e insegnante cecoslovacco.

## Biografia
Dopo aver frequentato la scuola secondaria a Rakovník, Miller studiò alla Facoltà di Scienze Naturali dell'Università Carolina di Praga. Dal 1929 insegnò a Štubnianské Teplice. Nel 1938 Miller conseguì il dottorato alla Università Carolina e nel 1939 fu nominato professore di liceo a Žilina. Dopo la proclamazione della Prima Repubblica Slovacca, dovette lasciare il paese e dal 1º settembre 1939 insegnò alla scuola secondaria di Jindřichův Hradec. Nell'autunno del 1940 il liceo fu trasferito a Soběslav perché l'edificio del liceo a Jindřichův Hradec fu sequestrato dalla Wehrmacht come ospedale. Dal 1º settembre 1943, Müller insegnò in un istituto a Soběslav, di cui divenne direttore dopo la fine della seconda guerra mondiale. Nel 1945 e nel 1946 Miller fu anche presidente del Comitato nazionale locale (MNV) a Soběslav. Nel 1947 Miller fu l'editore della pubblicazione per l'anniversario del Museo della città di Soběslav. Nello stesso anno ha completato la sua abilitazione e ha assunto una cattedra presso l'Università di Agraria (VŠZ) a Brno. Lì fu poi nominato professore di zoologia e gli fu assegnata la cattedra di entomologia e fitopatologia agraria presso la Facoltà di Agraria. Miller è stato preside dal 1951 al 1954, poi rettore del VŠZ dal 1954 al 1958.
Come docente universitario e ricercatore ha dato in particolare un grande contributo all'aracnologia in Cecoslovacchia e ha organizzato, tra l'altro, un congresso internazionale di aracnologia a Brno nel 1971. Successivamente, tra il 1972 e il 1974, fu fondata la Sezione Aracnologica della Società Entomologica Slovacca.

## Pubblicazioni
- Zemědělská entomologie, Brno 1956
- Řád Pavouci - Araneidea, 1971